# الفيلق العاشر فريتينسيس
الفيلق العاشر فريتينسيس ("الفيلق العاشر من المضيق") هو فيلق روماني ضمن الجيش الإمبراطوري الروماني. أسسه غايوس أوكتافيوس سنة 41 ق.م. للقتال في الحرب الأهلية التي نتج عنها انحلال الجمهورية الرومانية، ويعتقد أنه ظل كوحدة عسكرية إلى ما بعد 410م. اتخذ الفيلق عدة رموز خاصة به مثل كوكبة الثور كونه الحيوان المقدس للإلهة فينوس، والسفينة — ربما لتخليد نصره في معارك نولوخيوس و/أو أكتيوم، والإله بوسيدون، والخنزير.
حصل الفيلق على سمته "فريتينسيس" لقتاله ضد سكستوس بومبيوس في معركة نولوخيوس. يشير الاسم إلى أن المعركة حدثت بالقرب من مضيق مسينة.

## وصلات خارجية
- Legio X Fretensis (LegionTen.org): A Legio X reenactment group based in the U.S. but with international membership. Performs museum openings, school visits, and other public educational activities.